# Стерлигов, Дмитрий Владимирович
Дми́трий Влади́мирович Сте́рлигов (12 апреля 1874, Рязанская губерния — 19 февраля 1919, Москва) — русский архитектор, реставратор и преподаватель.

## Биография
В 1893 году окончил Николаевское инженерное училище, в 1900 году — Николаевскую военно-инженерную академию в Санкт-Петербурге со званием военного инженера. В 1901 году переехал в Москву. В 1903—1908 годах служил вторым архитектором Московского университета.
С 1910 года преподавал в Московском училище живописи, ваяния и зодчества. В 1915 году Д. В. Стерлигов состоял архитектором Варваринского акционерного общества, для которого спроектировал крупный дом на Арбатской площади (осуществлён не был). Участвовал в реставрации зданий Провиантских складов и Кремлёвских стен (совместно с архитектором П. П. Покрышкиным).

## Проекты и постройки в Москве

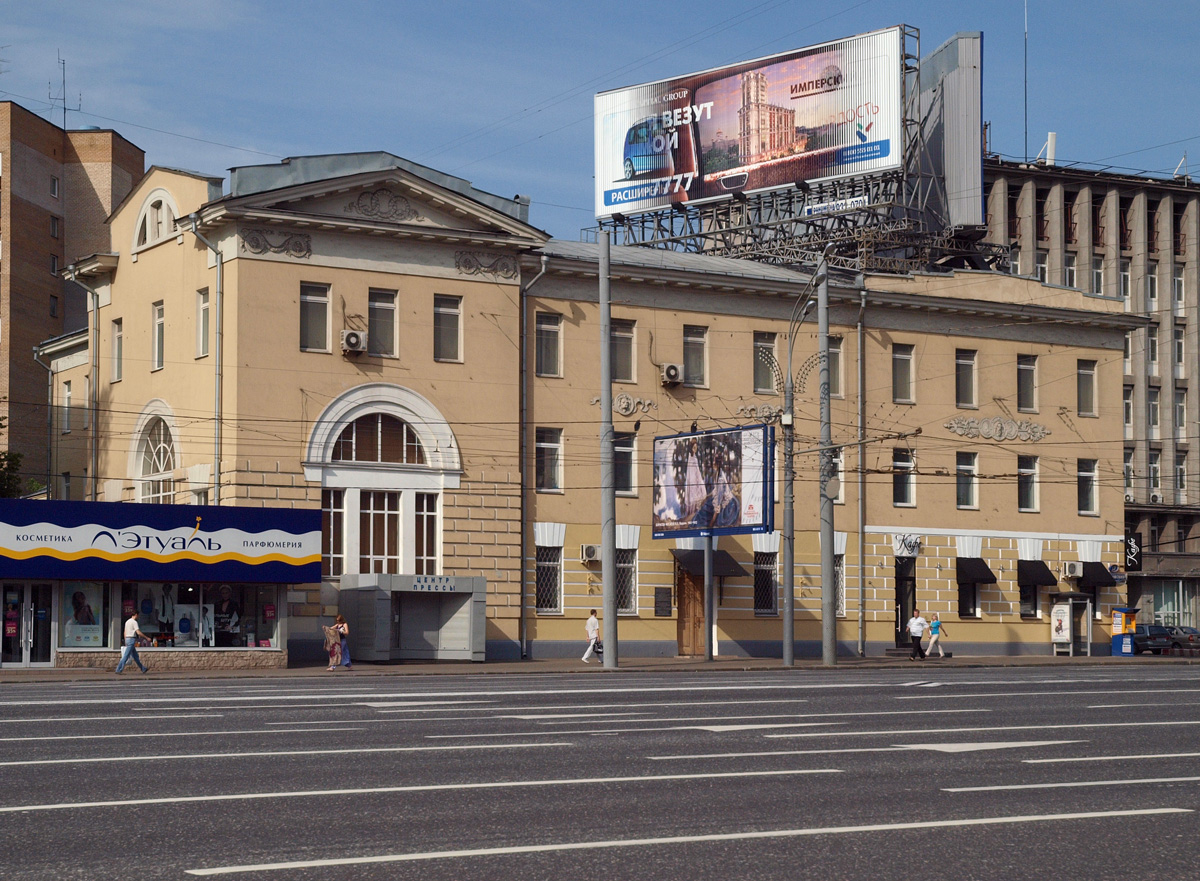
Здание общежития студентов им. Лепешкина Московского Университета

- 1903—1908 — жилой дом с квартирами для приезжих астрономов, Нововаганьковский переулок, 5, стр. 4, объект культурного наследия регионального значения[1];
- 1913 — доходный дом, Малый Афанасьевский переулок, 5, заявленный объект культурного наследия[1];
- 1913 — здание общежития студентов им. Лепёшкина Московского Университета, Зубовский бульвар, 37, заявленный объект культурного наследия[1];
- 1914—1916 — доходный дом Л. В. Шамшиной (не осуществлён)[2].